# Marcello Melis
 (Cagliari, 16 agosto 1939 – Parigi, 4 ottobre 1994) è stato un contrabbassista e compositore italiano.
Consegue gli studi classici al Conservatorio di Cagliari, e verso la fine degli anni '50 suona con un gruppo di musica leggera e da ballo, chiamato  "I Lumi". Si laurea in Scienze Politiche, e si trasferisce a Roma per seguire un corso all'Istituto per il Commercio Estero.
Nel frattempo frequenta il Folkstudio una fucina per molti musicisti romani. Qui conosce Mario Schiano, Giancarlo Schiaffini e Franco Pecori e insieme fondano il Gruppo Romano Free Jazz. In quegli anni suona con musicisti come Steve Lacy, Mal Waldron, Gato Barbieri.
Collabora alla colonna sonora di Apollon - Una fabbrica occupata di Ugo Gregoretti e partecipa ad Appunti per un'Orestiade africana di Pasolini. 
Praticando il jazz a mezzo servizio, per ragioni di sopravvivenza, Melis cominciò a viaggiare come funzionario dell'Istituto per il Commercio Estero: visse per lunghi periodi a New York, Tokyo e Kiev. 
Melis fa ricerche sulla musica popolare sarda.
Nel suoi primi album, Perdas De Fogu, del 1974 e The New Village on the Left del 1977 sono presenti diverse contaminazioni fra la musica sarda e la tradizione musica afroamericana, così come in Angedras ("Sardegna" al contrario), che incide nel 1982.
Marcello Melis morì nell'ottobre del 1994 all'età di 55 anni di cancro.

## Discografia
- Perdas de fogu, 1974 con Mario Schiano, Don Pullen, Jerome Cooper, Ray Mantilla, Bruce, Johnson e la cantante Sheila Jordan
- The New Village on the Left, 1977 Marcello Melis (Quartet), con Enrico Rava, Roswell Rudd, Don Moye, e il quartetto vocale "su tenore" Gruppo Rubanu di Orgosolo
- Free to Dance Marcello Melis, 1978 con L. Bowie, Sheila Jordan, Jeanne Lee, Rava, Gary Valente, George Lewis, Don Pullen, Fred Hopkins, Don Moye, Naná Vasconcelos
- Angedras, 1982 con Sandro Satta, Don Pullen e Don Moye